# Kelly Macdonald
Kelly Macdonald (Glasgow, Escocia; 23 de febrero de 1976) es una actriz escocesa. Reconocida por sus interpretaciones en cine y televisión, ha recibido varios premios, incluidos un Premio BAFTA, un Premio Primetime Emmy y cuatro Premios del Sindicato de Actores.
Macdonald debutó en el cine con la película Trainspotting (1996) de Danny Boyle. Fue nominada al Premio BAFTA a la Mejor Actriz de Reparto por su papel en la película de los hermanos Coen No Country for Old Men (2007). A lo largo de su carrera ha participado en producciones como Elizabeth (1998), Gosford Park (2001), Intermission (2003), Nanny McPhee (2005), Harry Potter y las Reliquias de la Muerte – Parte 2 (2011), Anna Karenina (2012), T2 Trainspotting (2017) y Operation Mincemeat (2021). También dio voz a la princesa Mérida en la película animada de Disney Pixar Brave (2012).

## Biografía
Macdonald nació en Glasgow, Escocia. Su madre era una ejecutiva de ventas de la industria de prendas de vestir. Sus padres se divorciaron cuando ella era joven. Ella y su hermano menor fueron criados por su madre en una finca en la ciudad de Newton Mearns. Macdonald asistió a la Escuela Secundaria Eastwood. La familia se mudó con frecuencia de domicilio cuando era una niña, en parte debido a su modesta posición financiera.
Macdonald se independizó cuando tenía 17 años de edad. Asistió a la universidad mientras vivía con un amigo en Glasgow, pero pronto abandonó los estudios. Expresó su interés por entrar en una escuela de teatro, pero nunca lo hizo, por su timidez.
En 2003 se casó con el músico Dougie Payne, del que se separó en 2017. Tuvieron dos hijos: Freddie Peter Payne, nacido el 9 de marzo de 2008, y Theodore William, nacido el 8 de diciembre de 2012.

## Filmografía

### Cine
| Año  | Título original                               | Papel              | Notas                |
| ---- | --------------------------------------------- | ------------------ | -------------------- |
| 1996 | Trainspotting                                 | Diane Coulston     |                      |
| 1996 | Dancing, Some Days                            | Sharon             | Cortometraje         |
| 1996 | Stella Does Tricks                            | Stella McGuire     |                      |
| 1997 | Dead Eye Dick                                 | Wendy              | Cortometraje         |
| 1998 | Cousin Bette                                  | Hortense Hulot     |                      |
| 1998 | Elizabeth                                     | Isabel Knollys     |                      |
| 1999 | Splendor                                      | Mike               |                      |
| 1999 | Entropy                                       | Pia                |                      |
| 1999 | The Loss of Sexual Innocence                  | Susan              |                      |
| 1999 | My Life So Far                                | Elspeth Pettigrew  |                      |
| 1999 | Tube Tales                                    | Emma               | Segmento: "Mr. Cool" |
| 2000 | Two Family House                              | Mary O'Neary       |                      |
| 2000 | House!                                        | Linda              |                      |
| 2000 | Some Voices                                   | Laura              |                      |
| 2001 | Strictly Sinatra                              | Irene              |                      |
| 2001 | Gosford Park                                  | Mary Maceachran    |                      |
| 2003 | Intermission                                  | Deirdre            |                      |
| 2004 | Finding Neverland                             | Peter Pan          |                      |
| 2005 | The Hitchhiker's Guide to the Galaxy          | Reportera Jin Jenz |                      |
| 2005 | All the Invisible Children                    | Esposa de Jonathan | Segmento: "Jonathan" |
| 2005 | Nanny McPhee                                  | Evangeline         |                      |
| 2005 | Lassie                                        | Jeanie             |                      |
| 2005 | A Cock and Bull Story                         | Jenny              |                      |
| 2007 | No Country for Old Men                        | Carla Jean Moss    |                      |
| 2008 | The Merry Gentleman                           | Kate Frazier       |                      |
| 2008 | Choke                                         | Paige Marshall     |                      |
| 2009 | In the Electric Mist                          | Kelly Drummond     |                      |
| 2011 | The Decoy Bride                               | Katie Nic Aodh     |                      |
| 2011 | Harry Potter and the Deathly Hallows – Part 2 | Helena Ravenclaw   |                      |
| 2012 | Brave                                         | Princesa Mérida    | Voz                  |
| 2012 | Ana Karenina                                  | Dolly Oblonskaya   |                      |
| 2016 | Special Correspondents                        | Claire Maddox      |                      |
| 2016 | Swallows and Amazons                          | Sra. Walker        |                      |
| 2016 | The Journey Is the Destination                | Duff               |                      |
| 2017 | T2: Trainspotting                             | Diane Coulston     |                      |
| 2017 | Goodbye Christopher Robin                     | Olive              |                      |
| 2018 | Puzzle                                        | Agnes              | [ 4 ]                |
| 2018 | Ralph Breaks the Internet                     | Princesa Mérida    | Voz                  |
| 2018 | Holmes and Watson                             | Sra. Hudson        |                      |
| 2019 | Dirt Music                                    | Georgie Jutland    |                      |
| 2021 | Operation Mincemeat                           | Jean Leslie        |                      |
| 2022 | I Came By                                     | Lizzie Nealey      |                      |
| 2022 | Typist Artist Pirate King                     | Sandra             |                      |
| 2024 | The Radleys                                   | Helen Radley       |                      |

### Televisión
| Año       | Título original          | Papel                         | Notas                             |
| --------- | ------------------------ | ----------------------------- | --------------------------------- |
| 1996      | Flowers of the Forest    | Amy Ogilvie                   | Película para televisión          |
| 2003      | Brush with Fate          | Aletta Pieters                | Película para televisión          |
| 2003      | State of Play            | Della Smith                   | Serie de televisión               |
| 2005      | Alias                    | Kiera MacLaine / Meghan Keene | Serie de televisión               |
| 2005      | The Girl in the Café     | Gina                          | Película para televisión          |
| 2009      | Skellig                  | Louise                        | Película para televisión          |
| 2010–2014 | Boardwalk Empire         | Margaret Schroeder            | Serie de televisión               |
| 2016      | Black Mirror             | Karin Parke                   | Episodio: "Odiados por la nación" |
| 2017      | The Child in Time        | Julie                         | Película para televisión          |
| 2019      | The Victim               | Anna Dean                     | Miniserie                         |
| 2019      | Giri/Haji                | DC Sarah Weitzmann            | Serie de televisión               |
| 2020      | Truth Seekers            | Jojo74                        | Serie de televisión               |
| 2021      | Line of Duty             | DCI Joanne Davidson           | Serie de televisión               |
| 2022      | Ten Percent              | Ella misma                    | Episodio 1.1                      |
| 2024      | Star Wars: Skeleton Crew | Pokkit                        | Serie de televisión               |
| 2025      | Department Q             | Dra. Rachel Irving            | Serie de televisión               |
| 2026      | Lanters                  | Sheriff Kerry                 | Serie de televisión               |

## Premios

### Premios BAFTA
| Año  | Categoría               | Película               | Resultado |
| ---- | ----------------------- | ---------------------- | --------- |
| 2007 | Mejor actriz de reparto | No Country for Old Men | Candidata |

### Premios del Sindicato de Actores
| Año  | Categoría     | Película               | Resultado |
| ---- | ------------- | ---------------------- | --------- |
| 2007 | Mejor reparto | No Country for Old Men | Ganadora  |
| 2001 | Mejor reparto | Gosford Park           | Ganadora  |